# Khu bảo tồn thiên nhiên quốc gia Aïr và Ténéré

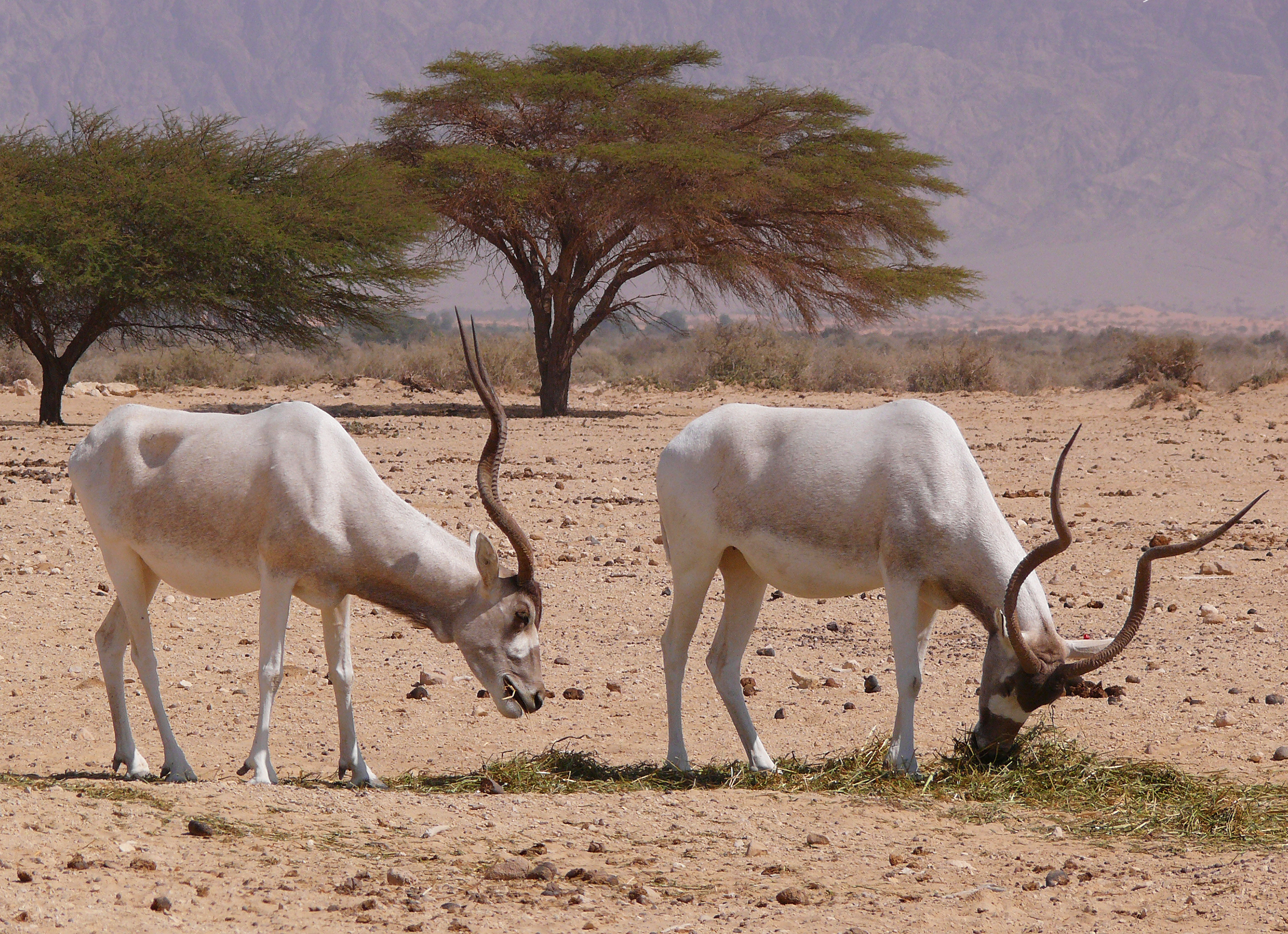
Loài Linh dương sừng xoắn châu Phi, động vật hoang dã điển hình trong khu bảo tồn.

Khu bảo tồn thiên nhiên quốc gia Aïr và Ténéré là một khu bảo tồn thiên nhiên quốc gia thuộc quốc gia Tây Phi Niger. Khu vực được công nhận là di sản thế giới của UNESCO. Khu vực bao gồm nửa phía đông của dãy núi Aïr và các phần phía tây của sa mạc Ténéré. Không những mang giá trị về tự nhiên, nơi đây còn là một vùng chim quan trọng của tổ chức BirdLife International.
Khu bảo tồn được công nhận là di sản thế giới vào năm 1991, và được đưa vào danh sách di sản thế giới bị đe dọa vào năm 1992. Toàn bộ khu vực có diện tích 77.360 km 2, khiến nó trở thành khu bảo tồn thiên nhiên lớn thứ hai ở châu Phi, và lớn thứ tư trên thế giới.
Khu vực bao gồm hai phần chính tạo nên khu bảo tồn:
- Phần chính là Khu bảo tồn thiên nhiên quốc gia Aïr và Ténéré, là khu bảo tồn IUCN xếp theo tiêu chí loại IV [3]. Nó được thành lập ngày 1 tháng 1 năm 1988 với diện tích 64.560 km ²
- Khu bảo tồn linh dương Aïr và Ténéré nằm hoàn toàn trong Khu bảo tồn thiên nhiên quốc gia Aïr và Ténéré. Đây là khu vực bảo vệ lớn nhất loài Linh dương Addax, một loài cực kỳ nguy cấp và đang được sự quản lý nghiêm ngặt của IUCN, xếp vào loại Ia. Khu vực được thành lập vào ngày 1 tháng 1 năm 1988 với diện tích 12.800 km ².